# Feminización

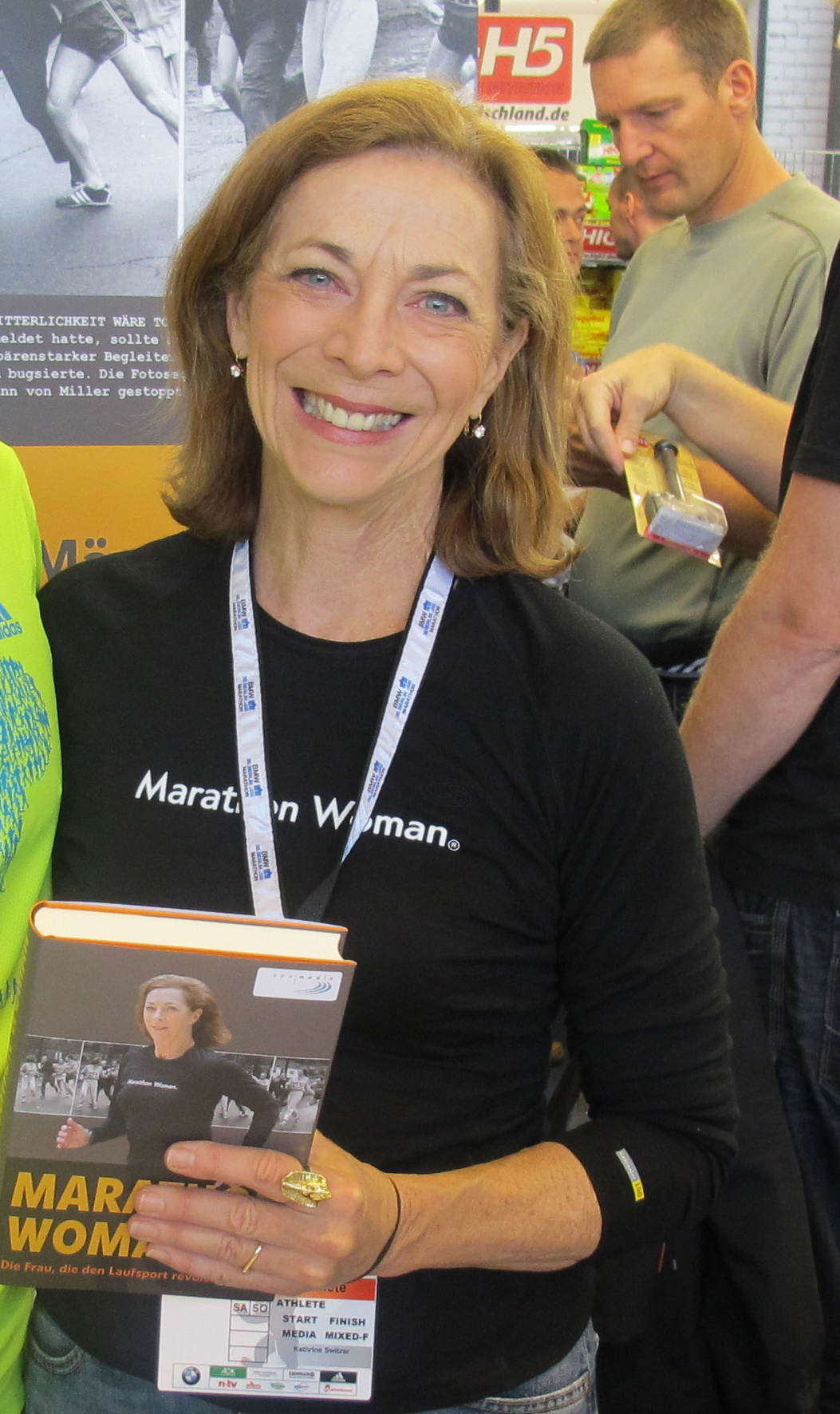
Maratón de 1967. En la maratón apareció una mujer, Kathrine Switzer. Para poder participar se inscribió con nombre masculino. En la foto, detrás en blanco y negro, el momento en que un árbitro intenta detenerla y otros deportistas impiden que quedara fuera de la carrera.

Feminización es una expresión que indica acción o proceso en el que se da o aparece la feminidad. El DRAE define cuatro acepciones, dos en Biología y otras dos en gramática. No obstante, el término se usa, también, en medicina, botánica, veterinaria y en los estudios sobre mujeres o estudios de género. Desde los años 1970, feminización se usa para referirse a procesos como el de feminización de la pobreza, mediante el cual un fenómeno o práctica social, por ejemplo la pobreza, adquiere forma femenina. El término se emplea en la lucha por el reconocimiento de los derechos reivindicados por el movimiento LGBT y en los estudios e investigaciones sobre caracteres sexuales femeninos y masculinos.

## Introducción
Feminización tiene cuatro acepciones en el DRAE, dos en Biología y otras dos en gramática. Así, en Biología se define como la aparición y desarrollo de los caracteres sexuales femeninos en la mujer normal en el tiempo de la pubertad. También es la aparición de determinados caracteres sexuales femeninos en algunos hombres. Por otro lado, en gramática, feminización es la acción de dar forma femenina a un nombre que no la tiene y la acción de dar género femenino a un nombre originariamente masculino o neutro. Hay una feminización del sexo biológico y una feminización del género gramatical.
Las teóricas feministas han abierto campos de estudio en los que se constituyen nuevas disciplinas que utilizan, como categoría analítica, el sistema de relaciones sexo/género. Estos estudios definen problemas sociales de desigualdad social y promueven acciones y políticas de defensa de los derechos de "la mitad de la especie humana".

## Feminización gramatical
La feminización es un procedimiento que consiste en marcar las formas femeninas de los nombres o adjetivos allí donde las reglas gramaticales preconizan el uso de formas no marcadas.

### Género gramatical
En idiomas como el español las palabras se forman añadiendo morfemas de género y número en el caso de sustantivos, o de tiempo, modo, aspecto, persona, en el caso de verbos. El género gramatical es una categoría que clasifica los sustantivos y pronombres en una de las tres clases, femenino, masculino y neutro. Género se define también como forma por la que se distinguen algunas veces los nombres sustantivos según pertenezcan a una u otra de las tres clases. Los sustantivos pertenecen a una clase de género porque con esa clase tiene que concordar una forma de la flexión del adjetivo. Las formas de flexión son tres en las lenguas indoeuropeas: masculina, femenina y neutra. Género también es cada una de estas formas. La forma femenina es la forma marcada, esto es, excluyente. El masculino es la forma no marcada, o lo que es lo mismo, incluyente. Esto significa que la forma masculina incluye la femenina.
Esta regla se justifica porque la gramática no conoce el concepto de sexo, sino únicamente el de género. De suerte que si se quiere expresar que un grupo está compuesto de personas indiferentemente del sexo tanto masculino como femenino, se utiliza tradicionalmente este género no marcado, que siempre se habrá de comprender como una expresión de la naturaleza asexuada del grupo. Por eso, cuando en un grupo hay personas de sexo femenino y personas de sexo masculino, ellas dirán nosotros para referirse al grupo, y dirán nosotras para referirse, del grupo, solo a ellas. Ellos dirán nosotros para referirse al grupo y dirán también nosotros para referirse, del grupo, solo a ellos.
Fue en el siglo XVII cuando Vaugelas declaró respecto del idioma francés

La forma masculina tiene prioridad sobre la femenina porque es más noble

El masculino es elevado de lo genérico a la categoría de lo universal y de ahí a la de sujeto universal de los derechos del ciudadano.

### Feminización gramatical
Las normas sociales, y entre ellas las jurídicas, se expresan según las reglas gramaticales. El problema es que la concordancia gramatical no es concordancia social, que allí donde la norma social se ha expresado según la forma gramatical masculina que incluye la femenina, realmente no se ha venido incluyendo a las mujeres. Esto se conoce como lenguaje sexista y androcentrismo. Por esta razón se hizo necesario usar expresamente la forma femenina para nombrar a las mujeres. Es lo que se conoce como uso no sexista del lenguaje y perspectiva de género. En este sentido se promueve la feminización de nombres de profesiones, títulos, oficios y cargos y la feminización de textos, que no debe confundirse con la feminización de las profesiones.

### Feminización de nombres de profesiones
La feminización de la terminología o feminización de los nombres de profesiones se lleva a cabo mediante la creación de términos que designan el femenino de profesiones, títulos, diplomaturas, graduados. Por otra parte la feminización de textos o técnicas de introducción explícita de marcas del femenino en la redacción de textos. Para ello se han editado guías de uso no sexista del lenguaje y leyes para garantizar este uso no sexista en las Administraciones públicas. La RAE de manera esquemática, publica las reglas de feminización de nombres de profesiones, partiendo de la base:

aunque en el modo de marcar el género femenino en los sustantivos que designan profesiones, cargos, títulos o actividades influyen tanto cuestiones puramente formales la etimología, la terminación del masculino, etc. como condicionamientos de tipo histórico y sociocultural, en especial el hecho de que se trate o no de profesiones o cargos desempeñados tradicionalmente por mujeres, se pueden establecer las siguientes normas, atendiendo únicamente a criterios morfológicos

Sin embargo, el Diccionario de la Real Academia no recoge la forma femenina peinetera y cachuchera. La feminización de nombres masculinos que designan profesiones, oficios, trabajos no depende solo de las reglas gramaticales pues a su aceptación es frecuente que se opongan argumentos que, en palabras de Eulalia LLedó,

de todo ello se puede colegir que cuando se dirime una cuestión que relaciona sexo, género y género lingüístico nunca se está hablando sólo de lengua

## Real Academia Española
El desdoblamiento es uno de los usos no sexistas del lenguaje propuestos en las guías. Así, se propone escribir "ciudadanos y ciudadanas", "niños y niñas", "alumnos y alumnas". Al respecto, la RAE expresa su rechazo:

Este tipo de desdoblamientos son artificiosos e innecesarios desde el punto de vista lingüístico. En los sustantivos que designan seres animados existe la posibilidad del uso genérico del masculino para designar la clase, es decir, a todos los individuos de la especie, sin distinción de sexos: Todos los ciudadanos mayores de edad tienen derecho a voto.

Ahora bien, se considera justificada la mención explícita del femenino:

solo cuando la oposición de sexos es relevante en el contexto: El desarrollo evolutivo es similar en los niños y las niñas de esa edad. La actual tendencia al desdoblamiento indiscriminado del sustantivo en su forma masculina y femenina va contra el principio de economía del lenguaje y se funda en razones extralingüísticas. Por tanto, deben evitarse estas repeticiones, que generan dificultades sintácticas y de concordancia, y complican innecesariamente la redacción y lectura de los textos.

### Ciudadano, na
El sustantivo ciudadano es nombre masculino, que significa El que está en posesión de los derechos de la ciudadanía.
El sustantivo "ciudadano" no ha tenido la forma femenina en el DRAE.
El avance la vigésimo tercera edición del DRAE, indica que, "ciudadano" es un nombre masculino y
femenino: persona considerada como miembro activo de un Estado, titular de derechos políticos y sometido a sus leyes.

### InformeDRAE
El informe de fecha uno de marzo de 2012,
presentado en el Pleno de La RAE, hace una crítica pormenorizada de algunas de estas guías, mostrando el desacuerdo por no haber contado con la opinión de quienes se dedican al estudio y enseñanza de la lingüística, declarando que las guías de uso no sexista del lenguaje, conculcan aspectos gramaticales o léxicos firmemente asentados en nuestro sistema lingüístico, o bien anulan distinciones y matices. No obstante se afirma en el informe que no hay ilegalidad alguna en las recomendaciones sobre el uso del lenguaje que se introducen en esas guías.
La cuestión es que, aunque se reconoce en el informe que

Nadie  niega  que la lengua  refleje, especialmente en su léxico, distinciones de 
naturaleza social

sin embargo, considera muy discutible que la evolución de su estructura morfológica y sintáctica se pueda controlar con normas de política lingüística.Y, en todo caso, afirma que

En ciertos fenómenos  gramaticales  puede  encontrarse, desde luego, un sustrato social, pero lo más probable es que su reflejo sea ya opaco y que sus consecuencias en la conciencia lingüística de los hablantes sean nula

Soledad de Andrés Castellanos ya en el año 2001, recopiló lo que llamó reflejos en la prensa sobre sexismo y lenguaje. En su opinión

Creo yo, por el contrario, que el sexismo sí está en las palabras; está presente en los hechos, en las realidades cotidianas, en los derechos de los individuos y en las leyes, pero también en el lenguaje, también en las palabras. Y negarlo no va a contribuir a desterrarlo de nuestra sociedad. Otros profesionales deberán luchar contra el sexismo en otros ámbitos; los lingüistas y demás profesionales de la palabra deberemos también denunciar el sexismo lingüístico, y contribuir a corregir los fallos en estos espacios. Tarea nuestra será matizar en qué recursos radica, y cómo evitarlo por procedimientos razonables y no estúpidos, sensatos y eficaces.

## Feminización biológica de caracteres sexuales
En los niños o infancias trans se pueden utilizar bloqueadores de pubertad, que son medicinas que impiden que ocurra la pubertad, bloqueando las hormonas sexuales como la testosterona, que es la que genera cambios en el cuerpo. La Asociación Mundial de Profesionales para la Salud Transgénero (WPATH) recomienda comenzar con bloqueadores de pubertad no antes de los 12 años,   cuando ya han comenzado los cambios, aunque en algunas clínicas se están dando en niños menores de esa edad.
El término feminización puede referirse también al proceso de transformación hombre - mujer que realizan algunas personas diagnosticadas con el "Síndrome de Disforia de Género" conocido popularmente como Transexualismo, que motiva al individuo al consumo de hormonas femeninas, cirugías feminizantes, operación de cambio de sexo, tratamientos de remoción capilar, uso de prendas femeninas, entre otros.
El término también se emplea para referirse al proceso por medio del cual un hombre asume rasgos y comportamientos femeninos, ya sea de forma permanente o temporal.
Frecuentemente se utiliza la palabra "Feminización" para referirse a la acción empleada por algunos individuos que gustan de vestir prendas femeninas ya sea en público o en privado y que son denominados como "Travestistas Fetichistas" de acuerdo al manual de diagnóstico Psiquiátrico DSM IV.

## Feminización en los artrópodos
En los artrópodos, la presencia de simbiontes intracelulares transmitidos de generación en generación, pueden llegar a ser perjudiciales para sus hospedadores, pudiendo, incluso, llegar a inducir cambios en la proporción del sexo del hospedador y parasitar su sistema reproductor produciendo una feminización de este.
De esta manera los endosimbiontes feminizantes hacen que los individuos genéticamente machos se transformen en hembras. Por ejemplo, Wolbachia, Paramixidia o Microspiridia pueden ser distintos endosimbiontes feminizantes.
Se han encontrado simbiontes feminizantes en un insecto y en varios Crustacea.
Un ejemplo es la Oniscidea o Armadillidium vulgare, organismo diploide en la cual el sexo se halla determinado ancestralmente por los cromosomas sexuales. La feminización producida por una bacteria llamada Wolbachia genera hembras homogaméticas - una dotación cromosómica - y heterogaméticas - dos dotaciones cromosómicas - pero un solo tipo de macho. Las investigaciones revelaron que algunas hembras eran genotípicamente machos, con lo cual la determinación sexual estaba determinada por el simbionte y no por los cromosomas. Los no portadores de Wolbachia eran machos.
La feminización está influenciada por los genes específicos del hospedador. El mecanismo de feminización es principalmente la inhibición de la diferenciación de la glándula androgénica, o sea, el bloque de la glándula que genera hormonas masculinas. La consecuencia directa es que aparece el fenotipo femenino en individuos genéticamente machos.

## Feminización humillante y forzada
Es una práctica típica del Juego de rol (BDSM), en donde la mujer dominante (dominatriz) obliga al dominado a vestir atuendos y maquillaje femenino.
Para muchos miembros de la subcultura sadomasoquista, la feminización forzada resulta excitante pues es una típica escenificación humillante, que encaja perfectamente en los roles de dominación y sumisión. En inglés es común el uso del término Sissification (Sisificación) para referirse a la feminización. En español el término afeminar se ajusta mejor a este rol.

## Otros procesos de feminización
La idea de feminización se ha desarrollado en otros campos de estudio para referirse al proceso mediante el cual un fenómeno o práctica social adquiere forma femenina.

Esto requiere que el feminismo se articule críticamente contra la feminización de la exclusión social y contra la feminización de la supervivencia que se concreta en la industria del sexo y en las actividades económicas criminales.

Se habla así, por ejemplo, de Feminización de la pobreza, feminización del desarrollo, feminización de la política.
Por otro lado, los estudios sobre Feminización de las profesiones, ponen de relieve que la mayor presencia femenina en determinadas profesiones también es consecuencia del sistema sexo-género, por lo que sigue siendo necesaria una política de igualdad.
Celia Amorós, citando a R. Gordon y ,a su vez, a Donna Haraway, habla de la redefinición del trabajo como femenino y feminizado:

El trabajo, independientemente de que lo lleven a cabo hombres o mujeres, está siendo redefinido como femenino y feminizado. Feminizado: enormemente vulnerable, apto para ser desmontado, vuelto a montar, explotado como fuerza de trabajo de reserva…». En consonancia con esta concepción del contrato laboral, tan sui generis, quien trabaja es «considerado más bien como servidor que como trabajador, sujeto a horarios intra y extrasalariales que son una burla de la jornada laboral limitada…»